# Megadolomedes australianus
Megadolomedes australianus là một loài nhện trong họ Pisauridae.
Loài này thuộc chi Megadolomedes. Megadolomedes australianus được Ludwig Carl Christian Koch miêu tả năm 1865.